# Episodi de I gemelli Edison (quinta stagione)
La quinta stagione della serie televisiva I gemelli Edison è stata trasmessa in anteprima in Canada dalla CBC Television tra il 30 aprile 1986 e il 10 settembre 1986.
| nº | Titolo originale                  | Titolo italiano | Prima TV Canada   | Prima TV Italia |
| -- | --------------------------------- | --------------- | ----------------- | --------------- |
| 1  | One Good Con...                   |                 | 30 aprile 1986    |                 |
| 2  | Racer's Edge                      |                 | 7 maggio 1986     |                 |
| 3  | Smile for the Camera              |                 | 14 maggio 1986    |                 |
| 4  | Tarantula Blues                   |                 | 21 maggio 1986    |                 |
| 5  | The Case of the Friendly Fugitive |                 | 28 maggio 1986    |                 |
| 6  | Gems and Jelly Beans              |                 | 4 giugno 1986     |                 |
| 7  | The Maharajah of Weston           |                 | 11 giugno 1986    |                 |
| 8  | Video Vengeance                   |                 | 18 giugno 1986    |                 |
| 9  | Tinker Tom                        |                 | 25 giugno 1986    |                 |
| 10 | Pizza Poltergeist                 |                 | 2 luglio 1986     |                 |
| 11 | Invitation to a Mystery           |                 | 9 luglio 1986     |                 |
| 12 | Lance's Luck                      |                 | 3 settembre 1986  |                 |
| 13 | One Way Ticket                    |                 | 10 settembre 1986 |                 |